# Talsperre Chaglla
Die Talsperre Chaglla befindet sich am Río Huallaga in der peruanischen Region Huánuco. Dort liegt sie an der Grenze der beiden Distrikte San Pablo de Pillao (Provinz Huánuco) und Chaglla (Provinz Pachitea), 52 km ostnordöstlich der Stadt Huánuco sowie 47 km südsüdöstlich von Tingo María. Die Talsperre dient der Energieversorgung. Das Wasserkraftprojekt wurde 2011–2016 von Empresa de Generación Huallaga (EGH), einer Tochtergesellschaft des brasilianischen Baukonzerns Odebrecht, realisiert. EGH erhielt eine zeitlich unbefristete Konzession des Wasserkraftwerks. Im Jahr 2019 kaufte ein von der China Three Gorges Corporation (CTG) geführtes Konsortium EGH und damit das Wasserkraftwerk.

## Staudamm und Stausee
Das Absperrbauwerk bildet ein 202 m hoher CFR-Damm mit einer Kronenlänge von 273 m und einer Kronenbreite von 11,2 m. Die Kronenhöhe liegt bei 1202 m. Die Talsperre staut den Río Huallaga auf einer Länge von 15 km auf. Der entstandene Stausee bedeckt eine Fläche von bis zu 4,74 km². Das Stauziel liegt bei 1196 m, das Speichervolumen beträgt ungefähr 375 Mio. m³. Als Hochwasserentlastung dienen drei Stollen, die durch den linken Talhang führen.

## Wasserkraftwerk
Das Wasserkraftwerk Chaglla  befindet sich 15 km flussabwärts am linken Flussufer auf einer Höhe von ungefähr 860 m. Eine 14,7 km lange Wasserleitung führt das Wasser durch den linken Talhang. An diese schließen sich zwei Druckleitungen an, welche das Wasser den Hang hinab zum Kraftwerkshaus führen. Unterhalb des Kraftwerks gelangt das Wasser direkt in den Fluss. Das Kraftwerksgebäude beherbergt zwei Turbinen mit jeweils 253 MW Leistung und einer Umdrehungszahl von 900 rpm. Oberhalb des Kraftwerks befindet sich ein Umspannwerk . Direkt unterhalb des Staudamms befindet sich ein weiteres Kraftwerkshaus mit einer installierten Leistung von 6 MW. Die Jahresstromproduktion des Kraftwerkskomplexes liegt bei ungefähr 2736 GWh.

## Bedeutung
Das Wasserkraftwerk ist das drittgrößte in Peru. Es liefert (Stand 2020) ungefähr vier Prozent der Gesamtstromproduktion des Landes und ist ein wichtiger Stromlieferant für die Bergbauindustrie.